# Coming out (album)
Albums de Les Fatals Picards
Le Sens de la gravité Fatals s/Scène
Pour les articles homonymes, voir Coming out (homonymie).
 Coming out  est un album du groupe de musique Les Fatals Picards, paru le 14 mars 2011. Cet album précède la tournée de concerts intitulée « Coming Out Tour», qui doit durer deux ans et comporter environ deux cents dates dans toute la France ainsi qu'en Belgique et en Suisse.

## Liste des titres de l'album
| 1.    | Coming Out                 | 3:30 |
| 2.    | Dans mon verre             | 3:00 |
| 3.    | Noir[s]                    | 3:36 |
| 4.    | Le Retour à la terre       | 3:52 |
| 5.    | Hasta XXL                  | 4:43 |
| 6.    | 1983                       | 3:45 |
| 7.    | Miss France                | 3:46 |
| 8.    | Poupée gonflée             | 3:18 |
| 9.    | Premier de la glace        | 3:28 |
| 10.   | Tonton                     | 2:14 |
| 11.   | Par ici la monnaie         | 2:54 |
| 12.   | La France du petit Nicolas | 3:36 |
| 13.   | Moonboots                  | 4:37 |
| 46:19 |                            |      |

## Contenu vidéo du DVD bonus
1. Coming Out (le Clip)
2. Boîtes à questions
3. Dans mon verre (en studio)
4. Le Retour à la terre (en studio)
5. À propos de plagiat